# Syntomini
Syntomini is een geslachtengroep van vlinders uit de familie van de Erebidae (Spinneruilen). De wetenschappelijke naam van deze geslachtengroep is voor het eerst voorgesteld door Gottlieb August Wilhelm Herrich-Schäffer in een publicatie uit 1846. 

## Geslachten
- Subtribus Syntomina Herrich-Schäffer, 1846
  - Agaphthora Meyrick, 1886
  - Aizoa de Freina, 2020
  - Amata Fabricius, 1807
  - Amatula Wiltshire, 1983
  - Asinusca Wallengren, 1862
  - Auriculoceryx Holloway, 1988
  - Cacoethes Hübner, 1816
  - Cacosoma Felder, 1874
  - Callobalacra Kiriakoff, 1953
  - Ceryx Wallengren, 1863
  - Daphaenisca Kiriakoff, 1953
  - Dubianaclia Griveaud, 1964
  - Dysauxes Hübner, [1819]
  - Eressa Walker, 1854
  - Eutomis Hübner, 1819
  - Fletcherinia Griveaud, 1964
  - Hampsonata de Freina, 2008
  - Leptoceryx Kiriakoff, 1953
  - Maculonaclia Griveaud, 1964
  - Meganaclia Aurivillius, 1892
  - Melanonaclia Griveaud, 1964
  - Micronaclia Hampson, 1898
  - Myopsyche Hampson, 1898
  - Nacliodes Strand, 1912
  - Oreoceryx Kiriakoff, 1953
  - Paramyopsyche Debauche, 1942
  - Pseudodiptera Kaye, 1918
  - Pseudonaclia Butler, 1876
  - Psichotoe Boisduval, 1828
  - Soganaclia Griveaud, 1964
  - Stictonaclia HHampson, 1898
  - Streptophlebia Hampson, 1898
  - Syntomoides Hampson, 1893
  - Talhoukia Wiltshire, 1986
  - Tenuinaclia Griveaud, 1964
  - Thyrogonia Hampson, 1898
  - Thyrosticta Hampson, 1898
  - Toulgoetinaclia Griveaud, 1964
  - Trichaetoides Holloway, 1988
  - Tritonaclia Hampson, 1898
  - Tsarafidynia Griveaud, 1964
  - Tsirananaclia Griveaud, 1964
  - Vadonaclia Griveaud, 1964
  - Vitronaclia Griveaud, 1964

- Subtribus Thyretina Kirby, 1892
  - Anapisa Kiriakoff, 1952
  - Apisa Walker, 1855
  - Automolis Hübner, 1819
  - Balacra Walker, 1856
  - Bergeria Kiriakoff, 1952
  - Caeneressa Obraztsov, 1957
  - Cameroonia Przybyłowicz, 2009
  - Deprinsa de Freina, 2024
  - Epitoxis Wallengren, 1863
  - Gippius Walker, 1855
  - Hippurarctia Kiriakoff, 1953
  - Homoneuronia Dyar, 1905
  - Lempkeella Kiriakoff, 1953
  - Marecidia Schaus, 1901
  - Mecistorhabdia Kiriakoff, 1953
  - Melisa Walker, 1854
  - Melisoides Strand, 1912
  - Metacrocea Dyar, 1905
  - Metamicroptera Hulstaert, 1923
  - Metarctia Walker, 1855
  - Microbergeria Kiriakoff, 1972
  - Neophemula Kiriakoff, 1957
  - Owambarctia Kiriakoff, 1957
  - Paramelisa Aurivillius, 1906
  - Pseudmelisa Hampson, 1910
  - Pseudothyretes Dufrane, 1945
  - Rhabdomarctia Kiriakoff, 1953
  - Rhipidarctia Kiriakoff, 1953
  - Tervurenia Przybyłowicz & Ochse, 2017
  - Thyretarctia Strand, 1912
  - Thyretes Boisduval, 1847